# Isachne henryi
Isachne henryi là một loài thực vật có hoa trong họ Hòa thảo. Loài này được S.R.Sriniv. & Sreek. mô tả khoa học đầu tiên năm 1988.